# Alianza PAIS
El Movimiento Alianza PAIS - Patria Altiva i Soberana fue un movimiento político ecuatoriano, surgido en 2006 como plataforma electoral de una coalición de organizaciones de izquierda. Paulatinamente, se consolidó como brazo político de la Revolución Ciudadana, proyecto político progresista liderado por Rafael Correa. Fue el partido de gobierno durante los tres periodos presidenciales de Correa.
Tras su gobierno, el partido quedó bajo el liderazgo de su sucesor, Lenín Moreno, quien al poco tiempo, realizó un viraje hacia la derecha neoliberal en su gobierno, lo que provocó una ruptura en la que la facción correísta abandonó el partido, detonando el declive del movimiento. Posteriormente, Lenín Moreno se mantuvo al margen dentro de la organización política, lo que desembocaría en su expulsión del movimiento en 2021.
Para renovar su imagen, en diciembre de 2021 el movimiento cambia su nombre a Movimiento Verde Ético Revolucionario y Democrático (MOVER), evocando una imagen de partido verde, aunque en la práctica, el Movimiento MOVER fue un partido atrapalotodo. Es así que, en las elecciones extraordinarias de 2023, apoyaron la candidatura de Daniel Noboa, ahiriéndose a la coalición Acción Democrática Nacional. Tras la elección de Noboa, el movimiento volvió a formar parte del oficialismo, sin embargo, debido a los malos resultados electorales, perdió su registro electoral en enero de 2024.

## Dirección

### Presidencia y Vicepresidencias
| Presidente                                                               | Presidente                     | Presidente                     | Periodo                                  | Vicepresidentes/as                        | Convenciones                           | Convenciones                        |
| Presidente                                                               | Presidente                     | Presidente                     | Periodo                                  | Vicepresidentes/as                        | #                                      | Fecha                               |
| ------------------------------------------------------------------------ | ------------------------------ | ------------------------------ | ---------------------------------------- | ----------------------------------------- | -------------------------------------- | ----------------------------------- |
|                                                                          |                                | Rafael Correa Delgado          | 3 de abril de 2006 - 1 de mayo de 2017   | Cargo Inexistente                         | Designado fuera de Convención          | Designado fuera de Convención       |
| Lenín Moreno                                                             | I                              | Rafael Correa Delgado          | 3 de abril de 2006 - 1 de mayo de 2017   | 14 de noviembre de 2010                   |                                        |                                     |
| Lenín Moreno                                                             | II                             | Rafael Correa Delgado          | 3 de abril de 2006 - 1 de mayo de 2017   | 10 de noviembre de 2012                   |                                        |                                     |
| Lenín Moreno                                                             | III                            | Rafael Correa Delgado          | 3 de abril de 2006 - 1 de mayo de 2017   | 16 de noviembre de 2013                   |                                        |                                     |
| Lenín Moreno                                                             | IV                             | Rafael Correa Delgado          | 3 de abril de 2006 - 1 de mayo de 2017   | 1 de mayo de 2014                         |                                        |                                     |
| 1.º: Lenín Moreno 2.º: Jorge Glas                                        | IV                             | Rafael Correa Delgado          | 3 de abril de 2006 - 1 de mayo de 2017   | 1 de mayo de 2014                         |                                        |                                     |
| V                                                                        | 1 de octubre de 2016           | Rafael Correa Delgado          | 3 de abril de 2006 - 1 de mayo de 2017   |                                           |                                        |                                     |
| VI                                                                       | 1 de mayo de 2017              | Rafael Correa Delgado          | 3 de abril de 2006 - 1 de mayo de 2017   |                                           |                                        |                                     |
| VI                                                                       | 1 de mayo de 2017              |                                |                                          | Lenin Moreno Garcés                       | 1 de mayo de 2017 - 2 de marzo de 2021 | 1.º: Jorge Glas 2.º: Ricardo Patiño |
| 1.º: Vacante 2.º: María Fernanda Espinosa (2017- 2018)                   | Designados fuera de Convención | Designados fuera de Convención |                                          | Lenin Moreno Garcés                       | 1 de mayo de 2017 - 2 de marzo de 2021 |                                     |
| 1.º: Vacante 2.º: Ricardo Zambrano (2018)                                | Designados fuera de Convención | Designados fuera de Convención |                                          | Lenin Moreno Garcés                       | 1 de mayo de 2017 - 2 de marzo de 2021 |                                     |
| 1.º: María Alejandra Vicuña 2.º: Elizabeth Cabezas 3.º: Ricardo Zambrano | VII                            | 4 de agosto de 2018            |                                          | Lenin Moreno Garcés                       | 1 de mayo de 2017 - 2 de marzo de 2021 |                                     |
| 1.º: Ana Belén Marín 2.º: Patricio Barriga 3.º: Ricardo Zambrano         | VIII                           | 23 de agosto de 2021           |                                          | Lenin Moreno Garcés                       | 1 de mayo de 2017 - 2 de marzo de 2021 |                                     |
|                                                                          |                                | Patricio Barriga Jaramillo     | 2 de marzo de 2021 - 23 de marzo de 2023 | Vacante                                   | Renuncia/Expulsión de Lenín Moreno     | Renuncia/Expulsión de Lenín Moreno  |
| IX                                                                       | 4 de diciembre de 2021         | Patricio Barriga Jaramillo     | 2 de marzo de 2021 - 23 de marzo de 2023 | Vacante                                   |                                        |                                     |
| Fátima Campos                                                            | X                              | Patricio Barriga Jaramillo     | 2 de marzo de 2021 - 23 de marzo de 2023 | 2022                                      |                                        |                                     |
|                                                                          | X                              | Fátima Campos Cárdenas         | Fátima Campos Cárdenas                   | 23 de marzo de 2023 - 27 de enero de 2024 | Vacante                                | Sucesión                            |

### Secretaría Ejecutiva
Es la encargada de la conducción del movimiento, dirige sus asuntos financieros y representa a PAIS legalmente.
| Nombre | Nombre                  | Nombre                   | Periodo                                       | Convenciones                   | Convenciones                                |
| Nombre | Nombre                  | Nombre                   | Periodo                                       | #                              | Fecha                                       |
| ------ | ----------------------- | ------------------------ | --------------------------------------------- | ------------------------------ | ------------------------------------------- |
|        |                         | Ricardo Patiño Aroca     | 3 de abril de 2006 - 14 de noviembre de 2010  | Designado fuera de Convención  | Designado fuera de Convención               |
|        |                         | Galo Mora Witt           | 14 de noviembre de 2010 - 1 de mayo de 2014   | I                              | 14 de noviembre de 2010                     |
| II     | 10 de noviembre de 2012 | Galo Mora Witt           | 14 de noviembre de 2010 - 1 de mayo de 2014   |                                |                                             |
| III    | 16 de noviembre de 2013 | Galo Mora Witt           | 14 de noviembre de 2010 - 1 de mayo de 2014   |                                |                                             |
| IV     | 1 de mayo de 2014       | Galo Mora Witt           | 14 de noviembre de 2010 - 1 de mayo de 2014   |                                |                                             |
| IV     | 1 de mayo de 2014       |                          |                                               | Doris Soliz Carrión            | 1 de mayo de 2014 - 1 de mayo de 2017       |
| V      | 1 de octubre de 2016    |                          |                                               | Doris Soliz Carrión            | 1 de mayo de 2014 - 1 de mayo de 2017       |
| VI     | 1 de mayo de 2017       |                          |                                               | Doris Soliz Carrión            | 1 de mayo de 2014 - 1 de mayo de 2017       |
| VI     | 1 de mayo de 2017       |                          |                                               | Gabriela Rivadeneira Burbano   | 1 de mayo de 2017 - 23 de noviembre de 2017 |
|        |                         | Ricardo Zambrano Arteaga | 23 de noviembre de 2017 - 18 de julio de 2018 | Designados fuera de Convención | Designados fuera de Convención              |
|        |                         | Gustavo Baroja Narváez   | 18 de julio de 2018 - 2022                    | Designados fuera de Convención | Designados fuera de Convención              |
| VII    | 4 de agosto de 2018     | Gustavo Baroja Narváez   | 18 de julio de 2018 - 2022                    |                                |                                             |
| VIII   | 23 de agosto de 2021    | Gustavo Baroja Narváez   | 18 de julio de 2018 - 2022                    |                                |                                             |
| IX     | 4 de diciembre de 2021  | Gustavo Baroja Narváez   | 18 de julio de 2018 - 2022                    |                                |                                             |
|        | René Espín Lamar        | René Espín Lamar         | 2022 - 2024                                   | X                              | 2022                                        |

## Historia

Logo original de PAIS

### Antecedentes
Los principios de Alianza PAIS pueden remontarse al año 1999, cuando Ricardo Patiño, Alberto Acosta, Patricia Dávila, Ivonne Benítez y otros, la creación de Jubileo 2000 Red Guayaquil, una organización de la sociedad civil que investiga, denuncia y busca para resolver el tema de la deuda exterior del Ecuador, también en que cual se integró posteriormente Rafael Correa, Gustavo Larrea y  vera Falconí.
Alianza PAIS se debe a su estructura inicial a los movimientos como: Iniciativa Ciudadana, Acción Democrática Nacional, Alianza Bolivariana Alfarista, y el mismo Jubileo 2000. La configuración actual de este movimiento se da con la participación del Partido Socialista Ecuatoriano (PS-FA), movimientos humanistas y bases sociales.

### Ascenso político
La creación de este movimiento para unir a la izquierda ecuatoriana fue una de las propuestas realizadas por el economista Rafael Correa durante la campaña electoral para las elecciones presidenciales del 2006. Bajo este planteamiento, Alianza PAIS surgió como una coalición política que estuvo formada por más de 30 organizaciones políticas y sociales, entre las cuales destacan: Movimiento PAIS, Partido Socialista Ecuatoriano (PS-FA), Nuevo País (MCNP), Acción Democrática Nacional (ADN), Iniciativa Ciudadana, Movimiento Ciudadano por la Nueva Democracia, Amauta Jatari, Alianza Bolivariana Alfarista (ABA), Poder Ciudadano (PC), Partido de los Trabajadores (PTE), Alternativa democrática, y Ruptura de los 25 (R25); muchos estos se integrarían más tarde en un único partido.
Alianza PAIS no presentó ningún candidato para el Congreso, cuando Correa había declarado que requeriría un referéndum para empezar a redactar una nueva constitución. Sin embargo, firmaron una alianza política con el PS-FA que presentó candidatos para el poder legislativo. Anteriormente, con los socialistas también firmaron el 31 de julio un "Acuerdo Político Programático" cuando Correa se postulaba para candidato para presidente. Con Correa, como candidato de AP, este quedó en segundo lugar en la primera vuelta de las elecciones. 
Se unieron a Alianza PAIS en la segunda vuelta electoral otros partidos, Correa fue elegido presidente del Ecuador, por el Movimiento País en alianza con el Partido Socialista-Frente Amplio, después de superar en la segunda vuelta del 26 de noviembre al candidato Álvaro Noboa, con el 57% de los votos.
Ya en el poder Correa promovió una consulta popular para convocar a una Asamblea Constituyente. Alianza País y otros partidos de izquierda que se unieron en la campaña por el "Sí" al referéndum aprobatorio. Este referéndum fue aprobado con el 81,72% de los votantes correspondientes a 5 354595 sufragios.
PAIS presentó candidatos para la Asamblea Constituyente, encabezados por el exministro de Energía y Minas, el economista Alberto Acosta, a nivel nacional, la abogada María Paula Romo en Pichincha, Mauro Andino Reinoso en Chimborazo, Marcos Martínez Flores en Imbabura, Gustavo Darquea en Guayas, y otras figuras reconocidas a nivel nacional y en sus diferentes provincias, muchos disidentes de otros partidos políticos a los cuales habían pertenecido durante varios años. Las elecciones para la Asamblea Nacional Constituyente se llevaron a cabo el 30 de septiembre de 2007, con una abrumadora victoria para Alianza PAIS que logró más del 70% de los escaños (80 curules de 130 en disputa).

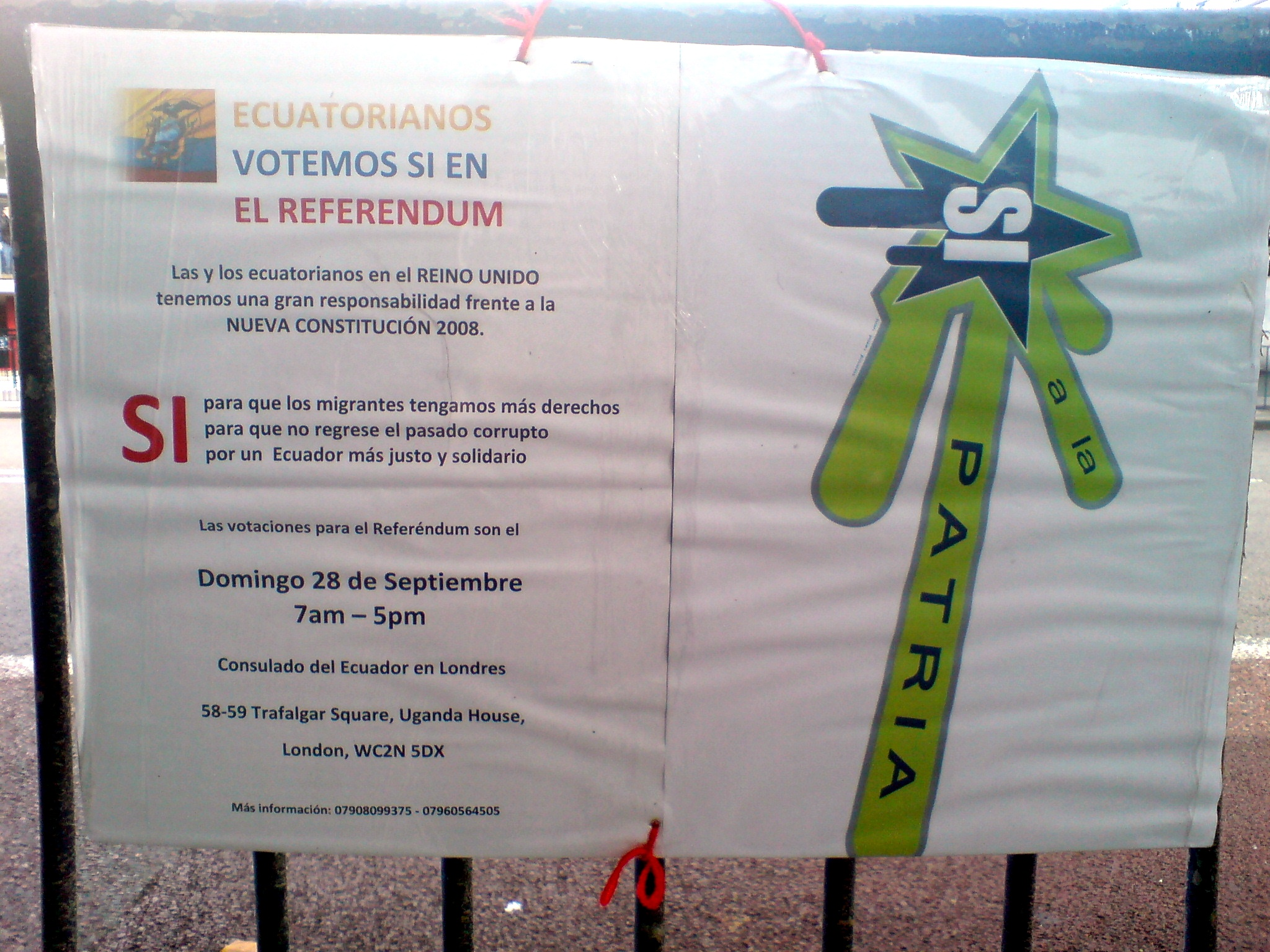
Propaganda de PAIS

Tras un año y una vez que estuvo lista la nueva constitución se convoca el referéndum constitucional en el 2008 que fue celebrado en septiembre. Alianza País lideró la campaña por el "Sí" que estuvo encabezada por el ahora presidente Correa, y las agrupaciones que apoyaron la propuesta de constitución redactada por la Asamblea Nacional Constituyente. La nueva Constitución fue aprobada con el 63,93% frente al 28,1% del "No".

### Después de la constitución de 2008
El mandato de la constitución era que se convoquen elecciones a todos los cargos de elección popular en el 2009. Por primera vez en la historia política del Ecuador, un partido político organizó y seleccionó a sus candidatos mediante unas elecciones primarias. Alianza PAIS, organizó sus primarias para el 25 de enero de 2009 en todo el país. Resultó ganador Rafael Correa en estas primarias con un 85% de los votos. El objetivo era que los afiliados al movimiento político puedan decir qué candidato se postularía para las elecciones del 26 de abril.
Para las elecciones presidenciales se presentó una coalición de partidos que apoyaban a Correa para su reelección la cual estuvo integrada por Alianza PAIS, Movimiento Popular Democrático (MPD), Pachakutik (MUPP), Partido Roldosista Ecuatoriano (PRE), Partido de los Trabajadores (PTE), Partido Socialista-Frente Amplio (PS-FA), Izquierda Democrática (ID), con lo cual Correa ganó en una sola vuelta, en las elecciones presidenciales, con el 51,9% de votos contables. Sin embargo, en la asamblea nacional, solamente obtiene 59 curules, lo que no le dio mayoría absoluta y en las elecciones para el parlamento andino Alianza País obtiene 3 de 5 parlamentarios.
En el mismo año rompieron con el partido de gobierno, Pachakutik y el MPD por desacuerdos con la ley de aguas y la evaluación de los maestros fiscales; iniciando desde allí las fuertes críticas hacia gobierno desde una izquierda que comenzará a desconocer a este partido como un movimiento de izquierda, algo que se realizará de forma mutua con el paso del tiempo.

### La consulta de 2011
En noviembre de 2010, tuvo su primera Convención Nacional en la que se ratificó a Rafael Correa como Presidente del movimiento y se designó como nuevo Secretario General a Galo Mora Witt. En la misma convención se eligió a la directiva y se aumentaron de 5 a 7 los ejes de la Revolución Ciudadana. Además se definió que PAIS se mantendría como movimiento político, y que conservaría la misma imagen con la que nació. Definido esto el Movimiento Alianza PAIS acordó su reinscripción en el Consejo Nacional Electoral (CNE).

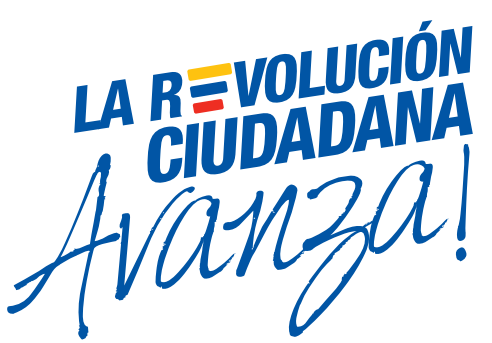
Logo de la Revolución Ciudadana usado desde 2011 hasta 2012 por el gobierno de PAIS

Como fue un mandato de la constitución, el consejo electoral inició la reinscripción de partidos y movimientos políticos, para este fin Alianza PAIS recogió 1 534 264 de firmas de adhesión, siendo la tienda política que más firmas entregó y la primera en ser reinscrita en el registro electoral.
Para la consulta popular de 2011, convocado por Rafael Correa; Alianza País junto con el Partido Socialista Ecuatoriano (PS-FA) y otras organizaciones sociales promovieron el voto por el "Sí". En este proceso electoral se rompió la alianza con Ruptura 25 por desacuerdos en la consulta, misma ante la cual el resto de la oposición de izquierda había formado la Unidad Plurinacional de las Izquierdas (UPI), desde donde se acusó al presidente de autoritario.

### Clímax de su poder
Se acercaban las elecciones, el partido para escoger a sus candidatos durante el segundo semestre de 2012 se realizaron convenciones provinciales. Tras ellas, se resolvió por unanimidad la candidatura a la reelección de Rafael Correa, sin embargo, aún era una interrogante quien sería el sucesor de Lenín Moreno a la vicepresidencia, quien había declarado que no terciaría por la reelección.
Finalmente el 10 de noviembre se realizó la convención nacional donde se presentaron a los candidatos a la Asamblea Nacional y se presentó el plan de gobierno basado en los 7 ejes de la denominada Revolución Ciudadana, a estos se sumaron 3 nuevos ejes: la revolución urbana, del conocimiento y la cultural.

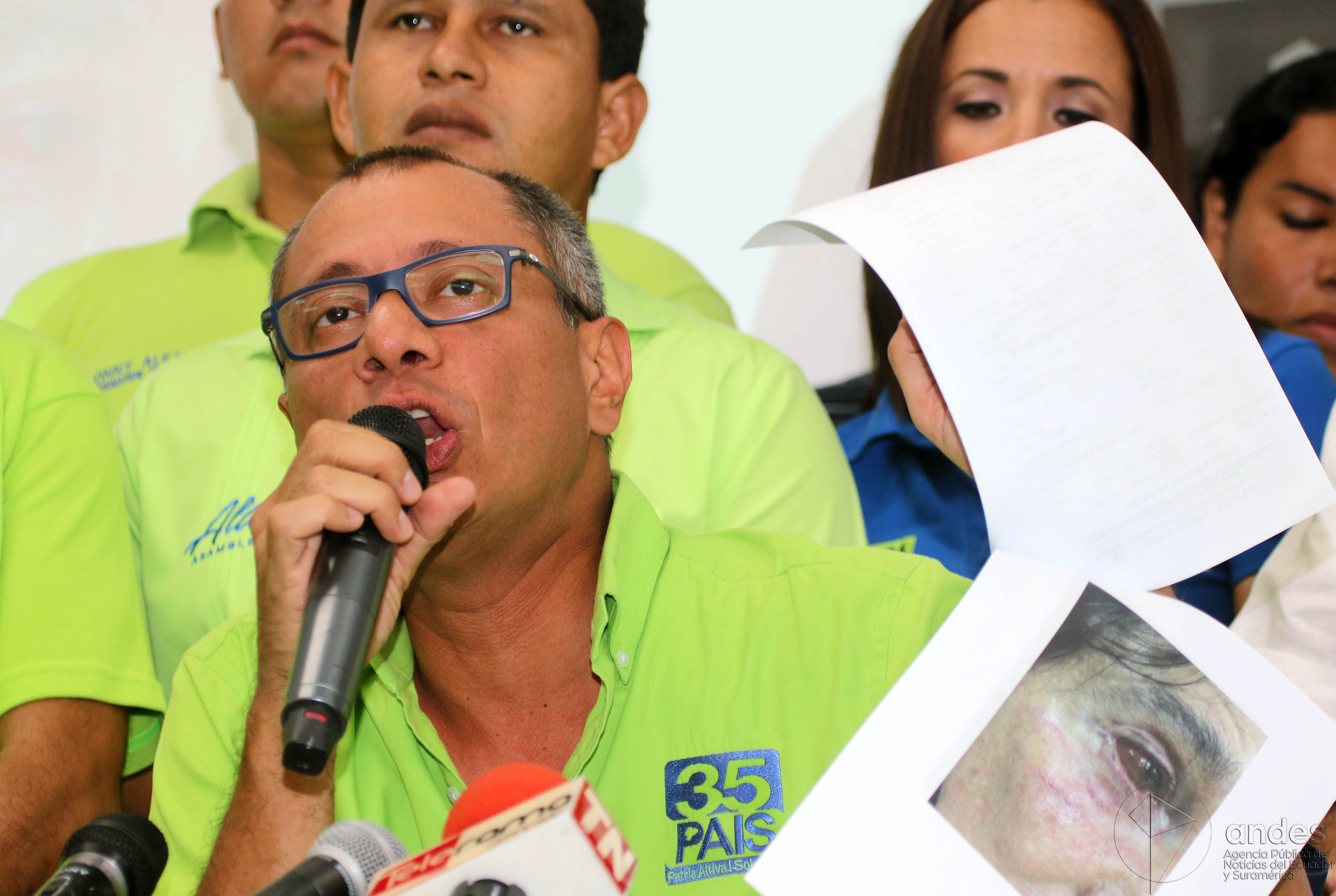
Jorge Glas

El punto más importante de la Convención fue la selección del binomio para Presidente y Vicepresidente. Lenin Moreno tomó la palabra para nominar a Rafael Correa como candidato a presidente, algo que la convención aprobó por unanimidad, posterior a eso, Correa dio un discurso donde criticó a la prensa y anunció al candidato a vicepresidente, quien para sorpresa de todos fue Jorge Glas quien se desempeñaba como Ministro Coordinador de Sectores Estratégicos. Correa ganó su segunda reelección con el 56 % de los votos. En las elecciones legislativas Alianza PAIS logró 100 escaños de los 137 en disputa.
En las Elecciones seccionales de 2014, Alianza PAIS obtuvo 68 alcaldías,  en todas las regiones del país, siendo de las más significativas, las de Esmeraldas, Milagro, Durán al mismo tiempo perdiendo las de las ciudades más importantes Quito, Guayaquil, Cuenca, Loja, Ambato. Además obtuvo 10 prefecturas: Cañar, Chimborazo, Guayas, Los Ríos, Manabí, Napo, Pichincha, Santa Elena, Santo Domingo de los Tsáchilas y Tungurahua.

### Declive de popularidad

Logo de PAIS bajo Lenín Moreno

Tras los resultados de las seccionales, el oficialismo formó la alianza Frente UNIDOS para conformar una plataforma electoral ante las elecciones presidenciales de 2017. Mientras esto sucedía la popularidad del partido de gobierno se iba en declive frente a una supuesta crisis económica que Rafael Correa negaría. En 2015 se darían una serie de protestas contra la reelección indefinida que permitiría a Correa volverse a postular a la presidencia.

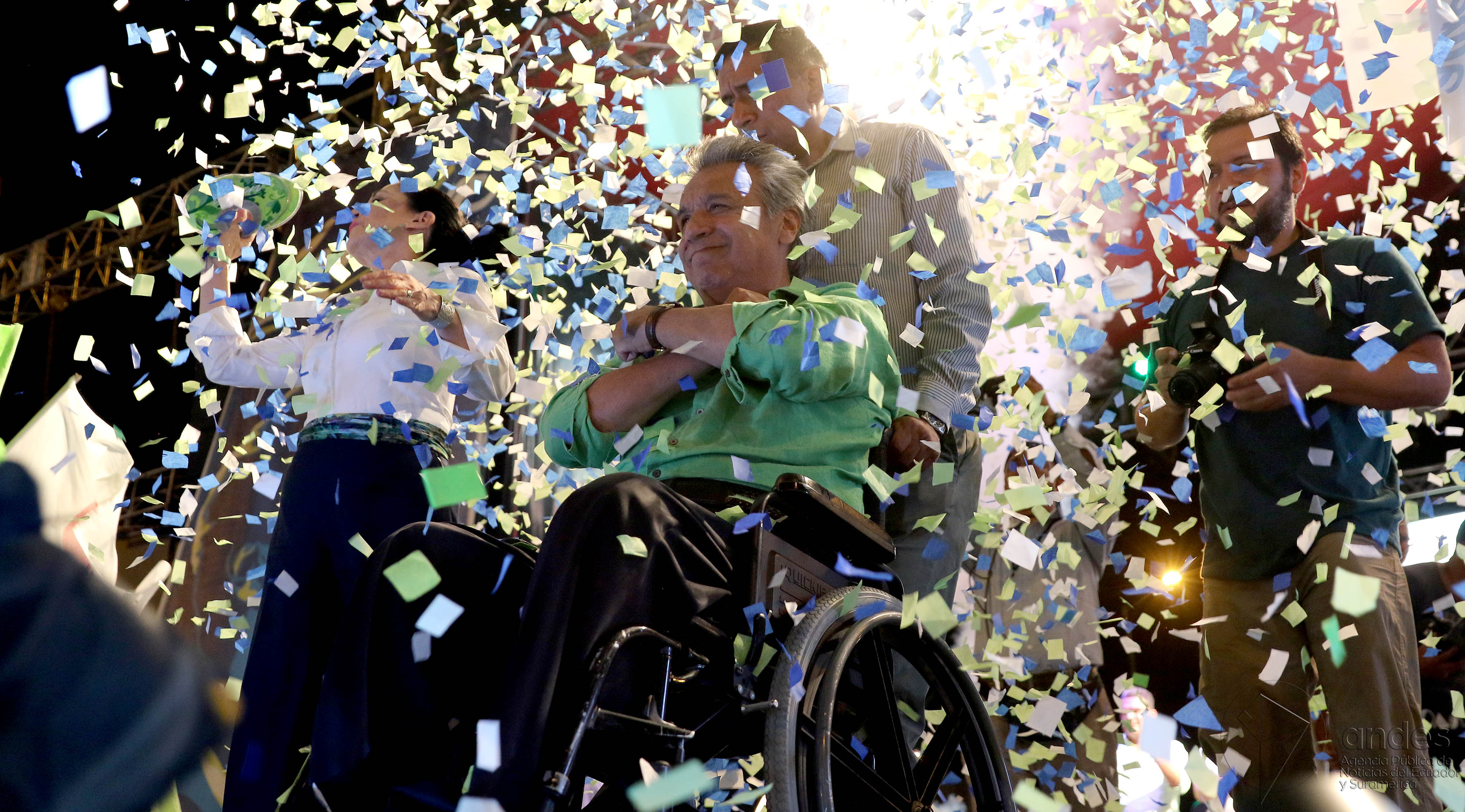
Lenín Moreno durante el cierre de su campaña presidencial, el 16 de febrero de 2017.

El oficialismo acordó que la candidatura para suceder a Correa fuera asumida por sus vicepresidentes Lenin Moreno y Jorge Glas. En la Convención de 2016 se escogió oficialmente a Moreno como candidato presidencial y a Glas como candidato a la reelección para la vicepresidencia ganando la contienda con el 51.16% de los votos contra Guillermo Lasso, candidato de la alianza de los movimientos Movimiento CREO (CREO) y el Movimiento SUMA (SUMA), que obtuvo el 48.84%. Guillermo Lasso y sus seguidores denunciaron un supuesto fraude electoral, no obstante en ningún momento aportaron evidencia que sustente estas afirmaciones.

### Crisis política interna
Entre las primeras decisiones tomadas por Moreno tras asumir en mayo presidencia del país está la convocatoria de una consulta popular contestada desde la dirección de PAIS considerando que se plantea para eliminar algunos proyectos aprobados por el anterior ejecutivo liderado por Rafael Correa. Es "maquillada, tramposa, ilegítima e inconstitucional, pero además, nunca fue propuesta de campaña" señaló la asambleísta Marcela Aguiñaga.
Tras meses de tensión el 31 de octubre; Gabriela Rivadeneira, Doris Soliz y Ricardo Patiño miembros de la Dirección Nacional de Alianza País anunciaron la destitución "según la normativa interna" de Lenín Moreno de la presidencia de Alianza País y su sustitución por Ricardo Patiño, una decisión decidida unánimemente por los 22 miembros del consejo directivo de AP. Lo explicó Patiño en su comparecencia tras la decisión argumentando razones políticas y técnicas para la destitución de Moreno al que acusó de haberse distanciado del proyecto político y de ser “enemigo de la Revolución Ciudadana”.
Moreno fue destituido por su ausencia durante tres meses a las sesiones del consejo directivo. 

«El reglamento de AP establece que la ausencia de "tres meses consecutivos a las sesiones" hacen que el miembro "pierda su dignidad" y "condición" con carácter inmediato, según establece la disposición general novena del Régimen Orgánico del Movimiento»
Ricardo Patiño

Así explicó Patiño añadiendo que ante esa falta los miembros del consejo directivo le habían pedido a él asumir las funciones de presidente de acuerdo con el artículo 20 del mismo Régimen.
Lenín Moreno respondió argumentando que no era la Dirección Nacional quien puede tomar la decisión sino la Convención Nacional y apeló a los tribunales pidiendo Medidas Cautelares por la decisión tomada por Alianza País. El 1 de noviembre el Tribunal de Garantías Penales de Quitumbe dictó dos medidas cautelares a favor de Moreno tras considerar que existió “una violación al debido proceso”. Finalmente, el 13 de noviembre, el Consejo Nacional Electoral (CNE) ratificó la directiva actual de Alianza País, indicando que Lenín Moreno seguía siendo el presidente del movimiento, pues la directiva del ala correísta no había sido elegida mediante la Convención Nacional del movimiento.
Tras la resolución del CNE, Lenín Moreno convocó a una sesión extraordinaria de la dirección nacional de Alianza País en la ciudad de Guayaquil el 23 de noviembre, donde se oficializó la designación de María Fernanda Espinosa como segunda vicepresidenta encargada, en reemplazo de Ricardo Patiño, y a Ricardo Zambrano como secretario ejecutivo, en reemplazo de Gabriela Rivadeneira.
El 16 de enero, tras el dictamen anunciado por el Tribunal Contencioso Electoral (TCE) que confirmó a su sucesor, Lenín Moreno, como nuevo presidente de la tolda política, a pesar de que el buró político del partido lo destituyó como líder, decisión que fue rechazada por el referido ente jurídico electoral, el expresidente, Rafael Correa, entregó al Consejo Nacional Electoral (CNE) su formulario de desafiliación al partido, seguido de Ricardo Patiño.
A Correa se le sumaron otros miembros del partido, la mayoría con escaños en el parlamento ecuatoriano, entre ellos Marcela Aguiñaga, Mauricio Proaño, Liliana Durán y Esteban Melo, además de autoridades seccionales como la entonces alcaldesa de Durán, Alexandra Arce. Correa anunció la fundación de un nuevo partido político que se llamaría Movimiento Revolución Ciudadana, el cual fue rechazado por el CNE, por lo que se aliaron al Movimiento Acuerdo Nacional para participar en las elecciones, siendo también rechazado por el CNE, y resguardándose finalmente en el movimiento Fuerza Compromiso Social del exministro Iván Espinel, detenido por peculado.

### Renovación
El 4 de agosto de 2018, tras la desafiliación del ala correísta del partido, PAIS tuvo su Séptima Convención Nacional, la cual ratificó a Moreno como presidente nacional, cambió la estructura ideológica del movimiento, cambiando el socialismo del siglo XXI y bolivarianismo por una política basada en el diálogo y la inclusión. Se cambió su estructura política basada en Comités de la Revolución Ciudadana (CRC) a Núcleos Políticos del movimiento, enfocándose en el trabajo en territorio. Además se cambió la representatividad de los colores del movimiento, siendo prevalente el azul y el blanco, no el color verde lima tradicional.
En 2021, tras la proclamación de Ximena Peña y Patricio Barriga como binomio presidencial, obtuvieron los resultados electorales más bajos en su historia, sin alcanzar un escaño en la Asamblea Nacional y resultando en noveno lugar. Casi un mes más tarde, el 2 de marzo, la Comisión de Ética del movimiento abrió un expediente en contra de Lenín Moreno, donde señalaban infracciones leves y graves. A esto, Moreno respondió con una solicitud de desafiliación del movimiento, pero dos días después, la dirección nacional expulsó a Moreno tras resolver el expediente con denuncias de su militancia.
En la XI Convención de Alianza PAIS, se aprobó el cambio de nombre del movimiento a Movimiento Verde Ético Revolucionario y Democrático, MOVER, cambiando su logo a una rosa de los vientos, manteniendo sus colores y reenfocandose en la política verde.

### Regreso al poder y disolución
Sin grandes éxitos en la elecciones seccionales de 2023, se aliarian a Pueblo, Igualdad y Democracia (PID) formando la coalición Acción Democrática Nacional (ADN) para llevar a la presidencia al empresario Daniel Noboa, ganador de las elecciones extraordinarias de 2023. El 27 de enero de 2024, el Consejo Nacional Electoral (CNE), decidió eliminar la personería jurídica de movimiento.

## Proyecto político
El proyecto político original del movimiento se denominó la Revolución Ciudadana y se sintetizó en diez ejes para transformar al Ecuador hacia el socialismo del siglo XXI. Estos 10 ejes fueron:
- Revolución Constitucional
- Revolución Ética (Lucha contra la corrupción)
- Revolución Económica
- Revolución Social
- Revolución por la Integración Latinoamericana
- Revolución Judicial
- Revolución Ambiental
- Revolución del Conocimiento
- Revolución Urbana
- Revolución Cultural

Bajo el gobierno de Moreno, el proyecto fue reformado los principios, abandonando el concepto de Revolución Ciudadana por un proyecto político más de socialdemocracia, realizándose a través de un proceso llamado Renovación PAIS, con un cambio de rumbo.

## Resultados electorales

### Elecciones presidenciales
|  | 22.84 % |

|  | 56.67 % |

|  | 51.99 % |

|  | 57.17 % |

|  | 39.36 % |

|  | 51.16 % |

|  | 1.54 % |

|  | 23.47 % |

|  | 51.83 % |

### Elecciones legislativas
|  | 64.49 % |

|  | 43.18 % |

|  | 52.30 % |

|  | 39.07 % |

|  | 2.77 % |

|  | 14.77 % |

### Parlamentarios Andinos
|  | 0 % |

|  | 0 % |

|  | 52.97 % |

|  | 36.98 % |

|  | 3.03 % |

### Elecciones seccionales
|  | 34.78 % |

|  | 32.57 % |

|  | 43.48 % |

|  | 30.76 % |

|  | 8.70 % |

|  | 12.20 % |

|  | 0.00 % |

|  | 1.81 % |